# Instituto Superior de Contabilidade e Administração de Coimbra

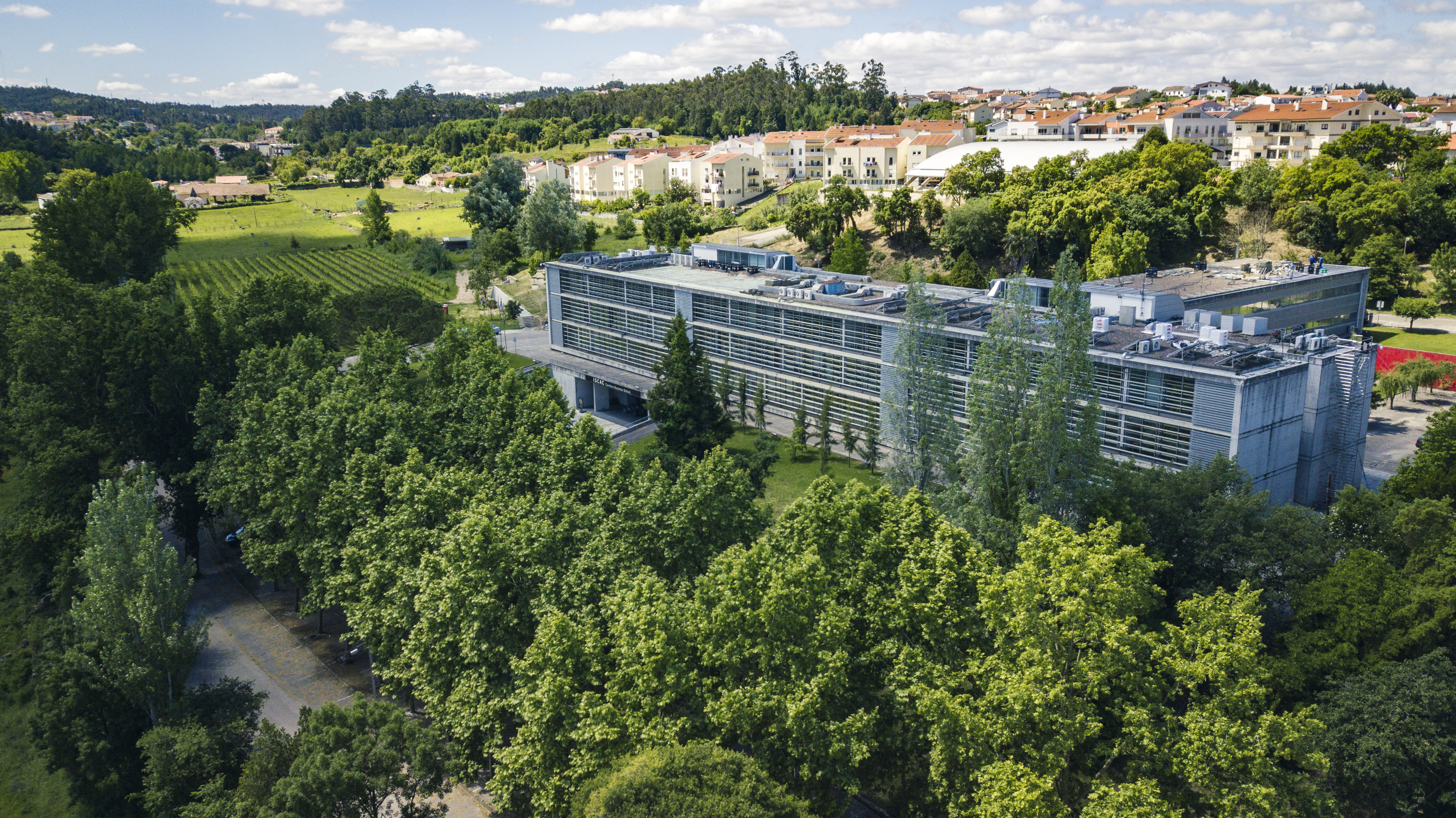
Vista aérea do edifício.

O Instituto Superior de Contabilidade e Administração de Coimbra é uma instituição de ensino superior de Coimbra, Portugal.

## História
1921-2021: 100 anos de Ciências Empresariais
Instituto Industrial e Comercial de Coimbra
A génese desta Escola de negócios e de ciências empresariais foi lançada há 100 anos, com o nascimento do Instituto Industrial e Comercial de Coimbra.
A 5 de dezembro de 1921, a Direção Geral do Ensino Industrial e Comercial determinou a criação deste estabelecimento de ensino técnico médio na cidade, destinado à preparação de engenheiros auxiliares, chefes de indústria, condutores de trabalho, auxiliares de comércio, agentes comerciais, guarda-livros e contabilistas.
A 9 de outubro de 1971 o jornal Diário de Coimbra noticiou que, segundo o Ministério da Educação Nacional, estava prevista a conversão do Instituto Industrial de Coimbra em Instituto Comercial e Industrial de Coimbra. Seis dias depois foi aprovado, em Conselho de Ministros – sob proposta do então ministro da Educação, José Veiga Simão – a instituição do ensino médio de Administração e Comércio em Aveiro e em Coimbra.
Foi com base nas possibilidades oferecidas pelas vastas dimensões do complexo Escolar em construção na Quinta da Nora para o Instituto Industrial de Coimbra que a ele se juntou – ainda na Rua Luís de Camões – a secção Comercial, para dar resposta à necessidade de formação de quadros ligados a esse setor. Desta fusão nasceu, a 22 de outubro de 1971, o Instituto Industrial e Comercial de Coimbra. A parte Comercial do instituto entrou em funcionamento no ano letivo 1972/1973, com o curso de Contabilidade.

De Instituto Comercial de Coimbra a ISCAC
A 31 de dezembro de 1974, os institutos industriais foram convertidos em institutos superiores de engenharia, pelo Decreto-Lei n.º 830. Decorrente desta conversão, o Instituto Industrial e Comercial de Coimbra foi desdobrado em Instituto Superior de Engenharia de Coimbra – ISEC e em Instituto Comercial de Coimbra.
Contrariamente ao que aconteceu com o ISEC – que foi convertido em Escola de ensino superior – o Instituto Comercial de Coimbra permaneceu Escola de ensino médio. Esta situação começou a alterar-se com a publicação, a 26 de junho de 1975, do Decreto-Lei n.º 313, o qual colocou na dependência da Direção-Geral do Ensino Superior – DGES os Institutos Comerciais do Porto, de Coimbra e de Lisboa, equiparando a bacharel os diplomados dos cursos neles ministrados. O Instituto Comercial de Coimbra deixou, assim, de estar sob tutela da Direção Geral do Ensino Técnico Profissional e passou a poder conferir o grau de bacharel em Contabilidade.
No ano letivo 1975/1976 o curso de Contabilidade passou a designar-se Contabilidade e Administração, mantendo-se a única oferta formativa do Instituto Comercial de Coimbra. O Instituto Comercial de Coimbra – que em 1976 foi convertido em Instituto Superior de Contabilidade e Administração de Coimbra – ficou na Rua Luís de Camões até 1996, ano em que transitou para as atuais instalações em Bencanta, o que viabilizou o seu saltou quantitativo e qualitativo – começou a ter meios para definir uma estratégia de diversificação da oferta formativa, para apostar na formação do corpo docente e para aderir aos avanços tecnológicos, nomeadamente ao nível da biblioteca.
A 6 de maio de 1976 os Institutos Comerciais do Porto, Aveiro, Coimbra e Lisboa foram promovidos à categoria de Escolas superiores, pelo Decreto-Lei n.º 327. Passaram, assim, a designar-se institutos superiores de contabilidade e administração – ISCA e a poderem ser integrados nas universidades por acordo de ambas as partes. Apesar de o decreto de criação dos ISCA ter considerado a lecionação de licenciaturas, tal só se verificou a partir dos anos 90.

A ida para Bencanta e a reestruturação da oferta formativa
De 1976 a 1989 o ISCAC ofereceu um único curso – o bacharelato em Contabilidade e Administração. O aumento da oferta formativa e, consequentemente, do número de estudantes, arrancou no ano letivo 1988/1989 com a abertura do Curso de Estudo Superior Especializado – CESE em Controlo de Gestão que conferia um diploma equiparado à licenciatura. Ao todo, nesse ano letivo, o ISCAC tinha 600 estudantes: um aumento de 50 alunos face ao ano transato e de 130 estudantes relativamente ao ano letivo 1986/1987.
Foi após a mudança para Bencanta que o ISCAC começou a ter meios para definir a estratégia de diversificação da oferta formativa, de qualificação do corpo docente e não docente e de adesão aos avanços tecnológicos que tanto ambicionava. As aulas nas novas instalações iniciaram a 13 de novembro de 1996 com 1.691 estudantes inscritos. A evolução manifestou-se logo nesse primeiro dia: à estrutura curricular do curso de Contabilidade e Administração foram acrescentadas as variantes de Auditoria e Gestão de Empresas, alargando assim as opções de escolha dos estudantes. Em maio de 1997 foram criados os CESE em Contabilidade e Auditoria e em Gestão de Empresas, ambos com a duração de dois semestres letivos.
A extinção dos CESE foi marcada pela Lei de Bases do Sistema Educativo n.º 115 de 19 de setembro de 1997, a qual determinou que no ensino politécnico passavam a ser conferidos os graus académicos de bacharel e de licenciado.
No sentido de proporcionar uma melhor formação académica aos estudantes, e uma vez que no ensino politécnico não estava prevista a atribuição de mestrados, o ISCAC assinou um protocolo com o Instituto Superior de Ciências do Trabalho e da Empresa – ISCTE. Assim, já nas novas instalações e em cooperação com o ISCTE, a Escola passou a ministrar, em janeiro de 1997, o mestrado em Ciências Empresariais. Na mesma lógica, e no ano seguinte, o ISCAC iniciou o mestrado em Contabilidade e Auditoria em cooperação com a Universidade Aberta.

Evolução na oferta formativa
No ano letivo 1998/1999 tiveram início as licenciaturas bietápicas em Contabilidade e Auditoria, em Gestão de Empresas e em Controlo de Gestão – cuja designação foi alterada para Informática de Gestão em 2000 – substituindo assim os CESE nessas áreas. Os cursos bietápicos de licenciaturas estavam organizados em dois ciclos, conduzindo o primeiro ao grau de bacharel e o segundo ao grau de licenciado.
No ano letivo 2005/2006 foram reestruturados os cursos existentes e criadas duas novas licenciaturas bietápicas: em Contabilidade e Gestão Pública e em Solicitadoria e Administração.
Com a entrada em vigor do Processo de Bolonha (1999) foi decretado em Portugal que todos os cursos tinham que adequar os seus planos de ensino até ao ano letivo de 2008/2009 e alinhar os ciclos de estudo de acordo com a lei até 2009/2010.  Foi neste sentido que, em 2007, as licenciaturas bietápicas existentes – Gestão de Empresas; Informática de Gestão; Contabilidade e Gestão Pública; Solicitadoria e Administração – foram adequadas ao modelo de Bolonha conferindo, assim, o grau de licenciado no final de três anos letivos.
Deste trabalho de adequação foi resultado, a partir de 2008, a abertura de novas licenciaturas. Devido ao Processo de Bolonha, e fruto de um longo processo reivindicativo, os institutos politécnicos passaram também a poder oferecer cursos de mestrado e o diploma do grau de mestre, até então reservado às universidades. No que ao ISCAC diz respeito, em 2008 foi publicado o despacho referente aos mestrados em Auditoria Empresarial e Pública e em Controlo de Gestão. No ano seguinte, o mesmo aconteceu em relação aos mestrados em Contabilidade Fiscalidade Empresarial; em Contabilidade e Gestão Pública; em Gestão Empresarial; e em Análise Financeira.

A Coimbra Business School
No ano letivo de 2007/2008 foi criada a ISCAC Business School, responsável pela formação pós-graduada e especializada da instituição. A marca – registada a 23 de julho de 2007 no Instituto Nacional da Propriedade Industrial – surgiu para projetar a Escola além-fronteiras dentro daquilo que era o seu know-how e dos recursos que tinha, tanto humanos, como materiais. Os objetivos eram atingir outro tipo de mercado e desenvolver uma área interna que permitisse impulsionar e expandir, tanto a oferta da Escola, como as competências práticas dos docentes no ensino politécnico.
O número de pós-graduações e de cursos breves aumentou exponencialmente. Muita da formação começou a ser feita à medida e em parceria com a indústria para colmatar necessidades reais e concretas do mercado de trabalho. Foram desenvolvidas parcerias com empresas, organizações e instituições de diversos setores da atividade económica, tanto de Portugal, como de outros países da CPLP, nomeadamente Angola, Brasil e Moçambique.
A 31 de janeiro de 2012 deu-se a uniformização da identificação da Escola. A nova designação “Coimbra Business School | ISCAC” elevou todo o instituto à categoria de Escola de Negócios de Coimbra, afastando-o da génese exclusivamente comercial que advinha do extinto Instituto Comercial de Coimbra.